# Asia Rugby Women's Championship 2018
L’Asia Rugby Women’s Championship 2018 fu il 4º campionato asiatico di rugby a 15 femminile di seconda divisione.
Organizzato da Asia Rugby, fu organizzato a girone unico a Singapore fra tre squadre emergenti del continente, la stessa Singapore padrona di casa, le Filippine e l'India (quest'ultima al suo debutto assoluto sulla scena internazionale.
Il torneo si tenne tra il 2 e l'8 giugno 2018 e la squadra vincitrice fu quella anfitriona, che ebbe la meglio sulle Filippine nell'ultima partita in calendario.
L'India, dopo le sue due prime partite, fu ultima con 2 mete marcate.
Degli 88 punti marcati nel torneo, 80 provennero da 16 mete e solo 8 da trasformazioni; non vi furono ne calci piazzati né drop.

## Formula
Il torneo si tenne a girone unico a gara singola tra le varie squadre, e la classifica finale fu stilata con il criterio del punteggio dell'Emisfero Sud: 4 punti per la vittoria, 2 punti per il pareggio, zero per la sconfitta più eventuali bonus per la sconfitta con scarto di sette o meno punti e per la squadre o le squadre che in un singolo incontro realizzino almeno 4 mete.

## Squadre partecipanti
- Filippine
- India
- Singapore

## Incontri
| Arbitro: | Zainuddin Mashuri |

|                                                 |    |              |
| Tse 37’, 80+1’ Woo 41’, 56’ A. Chen 50’ Lin 60’ | mt | 72’ Pardeshi |

| Arbitro: | Eunice Tay |

|            |    |                                    |
| Bansal 64’ | mt | 39’ Tudoc 48’ Bird 59’ Lacia Milby |
|            | tr | 39’, 49’ Danton                    |

| Arbitro: | Jefri Mustafa |

|                          |    |                            |
| Lee 24’, 47’ A. Chen 44’ | mt | 49’ Gamba 80+1’ Nepomuceno |
| Phua 24’, 47’            | tr |                            |

### Classifica
|  | Classifica | G | V | N | P | PF | PS | diff. | B | PT |
|  | ---------- | - | - | - | - | -- | -- | ----- | - | -- |
|  | Singapore  | 2 | 2 | 0 | 0 | 49 | 15 | +34   | 1 | 9  |
|  | Filippine  | 2 | 1 | 0 | 1 | 29 | 24 | +5    | 0 | 4  |
|  | India      | 2 | 0 | 0 | 2 | 10 | 49 | -39   | 0 | 0  |